# Gábor Császár
Gábor Császár (født 16. juni 1984) er en ungarsk håndboldspiller, der spiller for den schweiziske håndboldklub Kadetten Schaffhausen. Han spillede fra 2007 til 2009 for Viborg HK i Håndboldligaen. Han kom til klubben i 2007 fra Dunaferr SE i Ungarn.
Császár er en fast bestanddel af det ungarske håndboldlandshold og deltog blandt andet ved OL i Athen i 2004.